# Гендерное разнообразие в шаманизме Сибири
Гендерное разнообразие в шаманизме Сибири — социокультурный феномен, зафиксированный в этнографических исследованиях конца XIX — начала XX века у коренных народов Сибири. В современной антропологии данное явление часто рассматривается как форма гендерной вариативности, связанная с выполнением религиозных предписаний и ритуалов. Согласно традиционным верованиям, этот феномен был особой категорией, в которой шаман, следуя культурным и духовным наставлениям, полностью или частично принимал гендерную идентичность и социальную роль, отличную от своего биологического пола.

## Исследователи и народы
Случаи гендерной вариативности были задокументированы в трудах таких этнографов, как В. Г. Богораз, В. И. Иохельсон, собравший в своей фундаментальной монографии «Коряки» данные о гендерных ролях шаманов, и М. А. Чаплицка. Более ранние наблюдения принадлежат Степану Крашенинникову, который описывал «людей превращённого пола» у ительменов и коряков, называя их коекчучи. Позднее эти данные, а также другие зафиксированные в этнографических экспедициях случаи, анализировали Кэролайн Хамфри и М. М. Бальзер.
Его существование было подтверждено у следующих коренных народов:
- Чукчи (изучен наиболее подробно).
- Коряки.
- Ительмены (феномен кокчуч).
- Азиатские эскимосы.
- Якуты.
- Тунгусы.

По данным В. Г. Богораза, этот феномен был крайне редким. Он обнаружил всего пять шаманов третьего пола, называемые у чукчей «мягкий мужчина» (на чукотском yirka-laul), — мужчин, принявших женскую гендерную роль, — среди примерно 3000 чукчей, что составляет около 0,17% от общей популяции.

## Процесс трансформации
По религиозным представлениям чукчей, феномен «превращения пола» представлял собой длительный процесс, который, как правило, начинался в подростковом возрасте по приказу духа-покровителя. В.Г. Богораз описывал этот процесс как прохождение нескольких последовательных этапов:
- Сначала происходило изменение внешнего вида: шаман-неофит менял причёску и одежду на женские. По замечанию Ф.П. Литке, его наряд был «особенною тщательностью уборки», так как он должен был воплощать идеальный образ женственности[11].
- Затем следовала смена социальных ролей и поведения: шаман отказывался от мужских занятий (охоты, рыболовства) и переходил к женским обязанностям (ведение хозяйства). Он усваивал женские манеры, менял речь и терял черты, ассоциируемые с мужественностью, такие как сила и воинственный дух[12][13].
- Процесс завершался полной сменой социального пола, что часто приводило к вступлению в брак с партнёром своего биологического пола.

Концепция, предложенная В. Тёрнером, позволяет рассматривать «превращённых» шаманов как лиминальных (пороговых) людей, которые находились в промежуточном состоянии между мужским и женским, профанным и сакральным мирами.

### Отношение общества
Положение «превращённых шаманов» в обществе было двойственным. С одной стороны, их могли высмеивать, над ними подшучивали, а их поведение было «пассивным» и «униженным». С другой стороны, они считались самыми могущественными шаманами, их мнение было главенствующим, а их распоряжения не подлежали обсуждению.
Крашенинников писал, что ительмены и коряки «признавали [жупанов] за великих волхвов, так что их повеления ни тойоны не преступали и им пришед с промыслов лутчего зверя в подарок приносили». Сочетание социальной уязвимости и высокой сакральной силы В. Тёрнер назвал «властью слабого». Этот парадокс ярко отражён в одной из чукотских сказок, где «мягкий человек», обидевшись на насмешку, добыл для своей семьи оленей, чтобы доказать свою силу и значимость.

### Призвание
Процесс трансформации начинался с так называемой «шаманской болезни», которая появлялась у избранника в детском или раннем подростковом возрасте. Это было время припадков, видений и других тяжёлых переживаний. Считалось, что духи-покровители таким образом «ломали» волю человека, заставляя его принять миссию шамана. Отказ от этого пути был невозможен, так как, по верованиям, духи наказывали непокорного безумием или смертью. Роберта Натали Хамайон в своих работах подробно описывает этот процесс как «охоту за душой», где пол шамана играет ключевую роль в его взаимодействии с духами.
С.М. Широкогоров, исследуя тунгусские шаманские практики, описывал трансформацию как духовное перерождение, происходящее в результате «шаманской болезни». По его наблюдениям, духи похищали душу избранника, подвергали её страданиям и возвращали в изменённом виде — уже как душу шамана. Это похищение воспринималось не как метафора, а как реальное событие в шаманском мировоззрении: душа уходила в мир духов, где её «обучали», «перековывали» и готовили к будущей роли. В этом состоянии человек переживал тяжёлые физические и психические страдания — галлюцинации, припадки, потерю ориентации и даже временное безумие. По завершении испытаний духи возвращали душу в тело, но уже в изменённом виде. Этап инициации завершался разрушением прежней личности и формированием новой, способной к медиаторству между мирами. В некоторых случаях это сопровождалось изменением гендерной роли, поскольку шаман, по верованиям, должен был воплотить в себе черты обоих полов, чтобы быть полноценным посредником между людьми и духам.

### Наставничество
После того как призвание шамана становилось очевидным, опытный шаман брал его под своё наставничество. Наставник помогал ему управлять своими духами-покровителями, учил искусству экстаза и объяснял, как интерпретировать видения. Наставничество могло длиться несколько лет и завершалось обрядом инициации, который символизировал переход к новой духовной и гендерной роли.

### Выраженность
Процесс трансформации, или превращения (как это явление часто описывалось в этнографической литературе), заключался в том, что шаман по воле духов полностью или частично менял свою гендерную и социальную роль, принимая черты противоположного пола. Это было не физическое, а духовное и ритуальное изменение. Гендерная трансформация имела разную степень выраженности:
- Частичная трансформация могла проявляться в том, что шаман принимал гендерную роль противоположного пола лишь на время проведения ритуалов или определённых церемоний. Например, один из корякских шаманов, не сумевший полностью «превратиться», носил женскую одежду только во время обрядов, что было компромиссом с духами[28].
- Полная трансформация была более радикальной и драматичной, выражаясь в глубоких и постоянных изменениях образа жизни и поведения.
- На юге Сибири она была более поверхностной и сосредоточивалась на костюме и ритуальной атрибутике.

Например, у якутских шаманов было зафиксировано несколько стадий гендерной трансформации:
- Мужские шаманы носили на своих одеждах два железных круга, символизирующих грудь.
- Они заплетали волосы на пробор, как женщины.
- Для менее важных ритуалов они надевали женскую одежду из шкуры жеребёнка.
- Бытовое поведение также менялось: ни шаман, ни женщина не занимали правую сторону юрты.

Сравнительные исследования шаманских традиций показывают, что ритуалы смены пола были неотъемлемой частью драматического представления, необходимого для исцеления и общения с духами. Этот процесс часто рассматривается как один из основных элементов шаманской техники, позволяющей достичь ритуального экстаза и общаться с духами. Вальтер Хайссиг в своих работах также отмечал, что гендерная трансформация была частью символического языка шаманского ритуала, отражая мифологические представления о мироустройстве.
Помимо прочего, феномен «мягко-человеческого бытия» имел важную социокультурную функцию. Мужчина, став «превращённым», перенимал женские стереотипы поведения и обязанности — это включало не только внешние изменения, но и освоение женского произношения, а также выполнение бытовых дел. При этом «мягкий мужчина» должен был с особой тщательностью следить за своим обликом, так как он воплощал собой идеализированную модель женственности, которая помогала поддерживать гендерную дифференциацию в чукотском обществе.

## Симметрия феномена
Феномен был симметричным. Шаманская миссия могла быть возложена и на женщину, которая в таком случае называлась у чукчей ка'чикичека или qa cikcheca («подобная мужчине»). Она принимала мужские черты, стригла волосы, носила мужскую одежду, отказывалась от женских обязанностей и становилась охотницей или воином. Она могла вступать в брак с женщинами, выступая в роли «мужа».
Совершить «превращение» могли как мужчины, так и женщины, однако чаще оно происходило среди мужчин. Это связано с представлениями чукчей о том, что беременность и роды отбирают шаманскую силу. Чтобы достичь высокого мастерства, «мужеподобная» шаманка должна была отказаться от рождения детей, и этот поступок воспринимался и обществом, и самой женщиной как нежелательный. В. Г. Богораз упоминал одну «превращённую женщину», у которой были дети, но никак не охарактеризовал её как шаманку. В целом, сведения относительно таких женщин крайне скудны и, как правило, ограничиваются лишь указанием прецедента без каких-либо подробных описаний.

## Женское шаманство
Значение женского начала в этой традиции подчёркивается гипотезой о том, что женщины могли быть первыми шаманами. Эта гипотеза подкреплена лингвистическими и этнографическими данными. Например, русский исследователь XVIII века Степан Крашенинников писал, что на Камчатке шаманский дар был почти исключительно женской прерогативой. Лингвистическим свидетельством служит универсальное слово udagan (или его варианты), которое у разных народов Сибири обозначало шаманку. Этот термин, как считают языковеды, является очень древним и происходит от имени богини домашнего очага Этуген. Некоторые чукотские шаманы считали, что «женщина по своей природе шаманка», поэтому её путь к призванию был короче и менее тяжёлым. Это говорит об особом, природном статусе женщин в духовной практике.

## Теоретические интерпретации
С начала XX века и до наших дней исследователи пытались объяснить явление гендерного разнообразия в шаманизме с помощью различных концепций. Например, одна из таких концепций — третий пол — активно обсуждается в современной антропологии. Это явление встречается в разных культурах, где гендерное разнообразие связывается с особыми духовными функциями, как, например, у некоторых коренных народов Америки, где для подобных людей используется термин «люди с двумя душами» (англ. Two-Spirit). У разных племён есть свои собственные термины, например: у народа лакота — wíŋkte («желающий стать женщиной»), а у народа навахо — nádleehé («становящийся»).
В свете ранних исследований сибирского шаманизма русский исследователь XIX века Лев Штернберг выдвинул гипотезу о «сексуальной избранности» в шаманстве. Он отмечал, что шаманы, в том числе у нивхов, изменявшие свой пол, рассматривались как посредники между людьми и духами. Антропологи подчёркивали, что концепция «третьего пола» была важным элементом архаичной традиции северного шаманизма и частью сибирских представлений о сакральном. Штернберг и его коллеги, включая ученицу М. А. Чаплицку, были одними из первых, кто анализировал подобные явления, описывая их как «религиозный трансвестизм» и «мистическая смена пола» в ритуальных целях, что заложило основу для последующего изучения гендерной вариативности в шаманских традициях.
Разные исследователи предлагали свои интерпретации феномена. Сам Штернберг в своей теории полового избранничества во главу угла ставил сексуальную связь между «превращённым» и его духом-супругом. В. Г. Богораз считал, что трансвестизм и гомосексуализм у чукотских шаманов являются пережитком ранней стадии развития шаманизма, когда преобладал женский элемент. Д. К. Зеленин и С. А. Токарев разделяли это мнение, полагая, что превращение пола является отголоском первоначальной стадии шаманства, возникшего в условиях материнского рода.
М. Элиаде в своих ранних работах объяснял ритуальное превращение в женщину идеологией древнего матриархата, но позже обратил внимание на андрогинную природу травестизма, видя в нём объединение противоположностей и символ единства магически-религиозных сил обоих полов. В. Н. Басилов, анализируя материалы по Сибири, пришёл к выводу, что переодевание в женскую одежду уподобляло шамана духам-помощникам женского пола и облегчало общение с ними.
Современные антропологи, такие как М. М. Бальзер и Бернард Саладин д'Англюр, переосмыслили эти данные, применив концепции «священного гендера» и «третьего пола» вместо устаревших терминов. Они отмечают, что эти шаманы рассматривались как «выходящие за рамки гендера» и выполняющие роль «третьего пола». В этом контексте термин «трансвестизм» считается не вполне корректным, поскольку он имеет сексуальную коннотацию и не отражает духовной сути явления. Важный вклад в понимание гендерного символизма и ритуальной трансформации внесла французский этнограф Эвелин Лот-Фальк, которая анализировала эволюцию шаманских практик и рассматривала ритуальную смену пола как важный символический элемент, отражающий мифологические представления. Эмико Охнуки-Тирни также исследовала, как гендерные роли шаманов связаны с социальным статусом и духовной силой.